# نيكول دي سافيني
نيكول دي سافيني (بالفرنسية : Nicole de savigny؛ 1535-1590)؛ كانت نبيلة فرنسية، وكانت عشيقة هنري الثاني ملك فرنسا منذ عام 1556 حتى 1557.
كانت نيكول سافيني ابنة جورج الثاني دي سافيني وزوجته الأولى نيكول دي هاوسونفيل. أنجبت طفل من الملك الذي كان اسمه هنري دو سانت ريمي.